# Masacre de Ponce
La Masacre de Ponce es un violento capítulo en la historia de Puerto Rico que tuvo lugar el 21 de marzo de 1937 (festividad de Domingo de Ramos), cuando la policía colonial estadounidense abrió fuego sobre una manifestación civil pacífica organizada por el Partido Nacionalista de Puerto Rico en conmemoración de la abolición de la esclavitud en la isla por las Cortes de España (1873) y protesta por la detención ilegal de Pedro Albizu Campos. Hubo 19 muertos (2 de ellos policías) y 235 heridos.
La decisión dirigida por la Comisión de Derechos Civiles de los Estados Unidos responsabilizó directamente al gobernador colonial estadounidense, Blanton Winship, y la presión del Congreso llevó al presidente Franklin D. Roosevelt a destituir finalmente a Winship en marzo de 1939, casi dos años después de la matanza. Sin embargo, ni él ni ninguno de sus subordinados fue jamás procesado por el crimen, o siquiera reprendido.

## Cronología de los acontecimientos

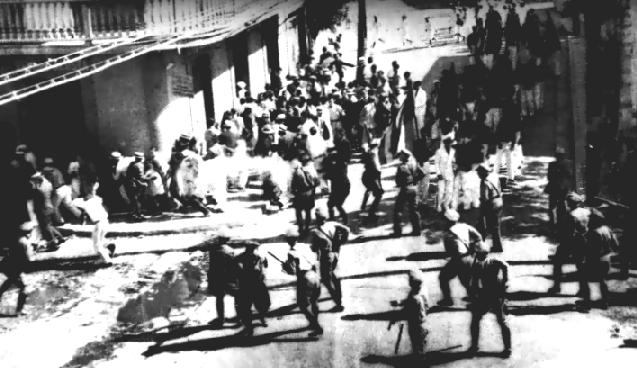
Carlos Torres Morales, fotorreportero de El Imparcial cubría la manifestación, y tomó esta foto al comienzo de la matanza.

Días antes, los organizadores de la marcha solicitaron y recibieron permiso de parte del alcalde de Ponce, José Tormos Diego. Sin embargo, al conocer del desfile el gobernador de Puerto Rico, el general Blanton Winship, exigió la retirada inmediata de los permisos, momentos antes de que el desfile comenzase.
El 21 de marzo y, durante los días que precedieron a la masacre, se llevó a cabo una significativa concentración de fuerzas policíacas en Ponce que incluía a expertos tiradores movilizados de todos los cuarteles de policía de la isla. 
El Jefe de la Policía Guillermo Soldevilla, con 14 policías, se colocó enfrente de los manifestantes. Rafael Molina, comandante de nueve hombres que estaban armados con ametralladoras Thompson y bombas de gas lacrimógeno, estaban en la parte de atrás. El Jefe de la Policía, Antonio Bernardi, junto con 11 policías armados con ametralladoras, estaba en el este y otro grupo de 12 policías, armados con fusiles, se colocó en el oeste.
Alrededor de las 3:15, los Cadetes de la República formaron fila de tres en fondo, listos para dar comienzo al desfile. Detrás de ellos estaba el Cuerpo de Enfermeras. Cuando la banda comenzó a tocar La Borinqueña (himno nacional) los manifestantes comenzaron a marchar. 
Hay informaciones de que la policía les disparó durante más de 15 minutos desde sus cuatro posiciones. 
Cerca de 100 personas resultaron heridas y diecinueve fueron asesinadas. Los muertos incluyen 17 hombres, una mujer y un niño de siete años de edad. Algunos eran simplemente transeúntes. Uno de ellos era un miembro de la Guardia Nacional que regresaba de hacer ejercicio. También fue asesinado el conductor de un automóvil público que pasaba por la calle Aurora. Un comerciante de Mayagüez y uno de sus hijos fueron tiroteados mientras estaban de pie en la entrada de una zapatería que quedaba al lado de la Junta. Y finalmente, dos policías murieron por el fuego cruzado de las armas de sus propios compañeros. 
Supuestamente no se encontraron armas en las manos de los civiles heridos, ni de los muertos. Alrededor de 150 manifestantes fueron detenidos inmediatamente y más tarde fueron puestos en libertad bajo fianza.
Las personas asesinadas en la Masacre de Ponce:
- Cotal Nieves, Juan Delgado
- Hernández del Rosario, María
- Jiménez Morales, Luis
- Loyola Pérez, Ceferino (policía)
- Maldonado, Georgina (tenía 12 años)
- Márquez Telechea, Bolívar
- Ortiz Toro, Ramón
- Perea, Ulpiano
- Pietrantoni, Juan Antonio
- Reyes Rivera, Juan
- Rivera López, Conrado
- Rodríguez Figueras, Iván G.
- Rodríguez Méndez, Jenaro
- Rodríguez Rivera, Pedro Juan
- Rosario, Obdulio
- Sánchez Pérez, Eusebio (policía)
- Santos Ortiz, Juan
- Torres Gregory, Juan
- Vélez Torres, Teodo

## La Comisión Hays
La Comisión de Derechos Civiles de los Estados Unidos organizó un Comité presidido por Arthur Hays, miembro de la Unión Americana por las Libertades Civiles. El resto de los miembros de la Comisión eran prominentes puertorriqueños. La Comisión encontró que los policías rodearon a los cadetes, encerrándolos por los cuatro lados. Que la policía no dejó lugar para que la multitud se pudiera dispersar. Y, por último, que los cadetes no portaban armas. No hay evidencia para asegurar que lo sucedido el 21 de marzo de 1937 fuera una conspiración entre la policía y el gobernador de esa época, Blanton Winship. Pero el presidente Franklin D. Roosevelt de los Estados Unidos lo destituyó de su cargo en mayo de 1939 gracias a las denuncias del congresista Vito Marcantonio.

## Museo
El Instituto de Cultura Puertorriqueña administra la «Casa de la Masacre de Ponce», un museo situado en la misma intersección (entre Calle Marina y Calle Aurora) donde los acontecimientos tuvieron lugar. Contiene fotografías y diversos artefactos de la Masacre de Ponce. Un área está dedicada al líder del movimiento nacionalista Don Pedro Albizu Campos. 
Este capítulo histórico fue importante para Puerto Rico y Estados Unidos.